# Syntrophomonadaceae
Syntrophomonadaceae è una famiglia di batteri appartenente all'ordine Clostridiales.
Comprende i seguenti generi:
- Aminobacterium
- Aminomonas
- Anaerobaculum
- Anaerobranca
- Caldicellulosiruptor
- Carboxydocella
- Dethiosulfovibrio
- Pelospora
- Syntrophomonas
- Syntrophospora
- Syntrophothermus
- Thermaerobacter
- Thermanaerovibrio
- Thermohydrogenium
- Thermosyntropha
- Thermovirgap